# Henriëtte van der Meij

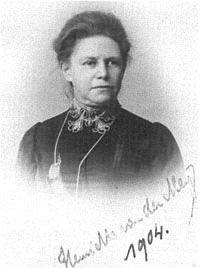
Henriëtte van der Meij

Henriëtte Rosina Dorothea van der Meij (* 21. Dezember 1850 in Harderwijk; † 26. August 1945 in Laren), auch van der Mey geschrieben, war die erste festangestellte Journalistin der Niederlande und eine der Hauptakteurinnen der dortigen sogenannten ersten feministischen Welle.

## Leben
Van der Meij wurde als Tochter eines Berufssoldaten und einer deutschstämmigen Mutter geboren. Ihr eigentlicher Studienwunsch war Geschichte, auf Wunsch ihrer Mutter wählte sie schließlich Deutsch und erwarb zunächst 1875 das Diplom „Hochdeutsche Sprache und Literatur im Sekundarbereich“, dem 1876 das Diplom als Hilfslehrer und 1878 das Diplom als Hauptlehrer folgten. Von September 1876 bis Januar 1885 war sie Lehrerin an einer Mädchenmittelschule in Goes. Während dieser Zeit stellte sie das „Deutsche Lesebuch für höhere Töchterschulen“ zusammen und schrieb (anfangs noch unter dem Pseudonym Enrichetta of Itor) Literaturkritiken für Blätter wie De Portefeuille, De Lantaarn, De Nederlandsche Spectator, Tijdschrift Nederland und De Amsterdammer (heute De Groene Amsterdammer).
Willem Doorenbos, Redakteur bei De Amsterdammer, brachte sie auf die Idee sich dem Journalismus zuzuwenden. Im Zuge ihrer Bewerbung bei der linksliberalen Middelburgschen Courant (heute Provinciale Zeeuwse Courant) konnte sie sich gegen elf männliche Mitbewerber durchsetzen, wodurch van der Meij Ende 1884 zur ersten festangestellten Journalistin der Niederlande wurde. Sie arbeitete für die Ressorts Ausland, Literatur und Kunst, des Weiteren war sie für die Berichterstattung über das Provinzparlament von Zeeland zuständig, wofür sie als Frau eigens eine Genehmigung einholen musste. Schlussendlich fungierte van der Meij auch als stellvertretende Chefredakteurin.
Am 14. Juli 1889 wurde van der Meij als erste Frau Mitglied des „Nederlandse Journalistenkring“ (Niederländischer Journalistenring). Auch hier sorgte ihre Vorreiterrolle für eine Eigentümlichkeit, so wurde das „Herr“ auf ihrer Mitgliedskarte mit der Hand durchgestrichen und durch „Frau“ ersetzt. In der Berichterstattung van der Meijs fanden häufig die Arbeiterbewegung und der Sozialismus Eingang. Sie engagierte sich auch außerhalb der Zeitung; so gründete sie 1889 zusammen mit dem Ehepaar Wibaut, das seit einiger Zeit Mitglied in der sozialistischen Partei SDAP war, die „Vereniging Kindervoeding“, um Schulkindern ärmerer Familien warme Mahlzeiten zu ermöglichen. Diese Zusammenarbeit setzte sich fort, als sie mit Mathilde Wibaut 1895 die Middelburger Abteilung der „Vereeniging voor Vrouwenkiesrecht“ (Vereinigung für Frauenwahlrecht) aufbaute. Van Der Meij folgte den Wibauts erst 1906 in die SDAP, da sie nicht an den Klassen- und Geschlechterkampf glaubte, sondern lieber für als gegen etwas stritt.
1896 zog van der Meij nach Amsterdam, um Chefredakteurin der neuen Zeitschrift Belang en Recht zu werden, einem von der „Vereniging tot Vebetering van de maatschappelijke Rechttoestand der Vrouw in Nederland“, dem Amsterdamer Lehrerinnenverband Thugatêr und dem Vrouwenbond te Groningen herausgegebenen Organ der Frauenbewegung. Da sie dort weniger verdiente als bei ihrer alten Stelle, sah sie sich dazu gezwungen, die Mitgliedschaft beim „Nederlandse Journalistenkring“ aufzukündigen. Während ihrer Zeit bei Belang en Recht profilierte sie sich in Abgrenzung zu radikalen Feministinnen wie Wilhelmina Drucker von der „Vrije Vrouwebeweging“ (Freie Frauenbewegung) als eher gemäßigte Vertreterin. Im Gegensatz zu ihrer Kontrahentin setzte sie die Prioritäten auf ein allgemeines Wahlrecht; ein Frauenwahlrecht wollte sie in einer breiteren Emanzipationsbewegung eingebettet sehen, das auch Arbeiterfrauen mit einschließen sollte. Eine weitere Meinungsverschiedenheit bestand in der Frage der Nacht- und Gefahrenarbeit, wo Drucker eine Gleichbehandlung einforderte, van der Meij aber einen besonderen Schutz für Frauen anmahnte.
Obwohl sie selbst unverheiratet und kinderlos blieb – sie lebte mit ihrer Freundin Ant de Witt zusammen – sah van der Meij trotz ihres Einstehens für die Gleichberechtigung der Frau die Heirat und Mutterschaft als deren höchste Bestimmung an. Allerdings sollten die Frauen eine gute Bildung erhalten und berufstätig sein können. Im Juni 1904 hielt van der Meij auf dem Berliner Frauenkongress einen Vortrag über die Lage der Fabrikarbeiterinnen in den Niederlanden und beteiligte sich an der Debatte über den gesetzlichen Schutz von Arbeiterinnen. Obwohl sie ursprünglich nicht hatte kommen wollen, fanden ihre Beiträge großen Anklang. 1906 wurde Belang en Recht zeitweise eingestellt; sie wurde daraufhin auf Vorschlag ihres Freundes Henri Polak Mitarbeiterin des Social Weekblad, dem Organ des „Algemene Nederlandse Diamantbewerkersbond“ (Allgemeiner Niederländischer Diamantenschleiferverband) und blieb dies bis 1934, als sie bereits 83 Jahre alt war. Daneben schrieb sie für andere niederländische und niederländisch-indische Blätter. Das soziale Engagement setzte sie während ihrer zweiten Lebenshälfte in vielfältiger Form fort, sei es für Flüchtlinge aus Belgien zu Zeiten des Ersten Weltkriegs, Urlaubsfahrten für ärmere Kinder, Kurse für Arbeiter der Diamantindustrie, die Abschaffung der Nachtarbeit für Bäckergesellen und andere den Schlechtergestellten zugute kommenden Aktivitäten.

## Werke (Auswahl)
- Henriette van der Meij: Deutsches Lesebuch für Höhere Töchterschulen. K. Van der Zande, 1884.
- Henriette van der Meij (Hrsg.): Belang en recht; Untertitel: Orgaan van het Comité tot Verbetering van den Maatschappelijken en den Rechtstoestand der Vrouw in Nederland, van den Vrouwenbond te Groningen en van de Vereeniging „Thugatêr" te Amsterdam. jaarg. 1. – 10. (Nr. 1–240), W.L. u. J. Brusse, Rotterdam (Niederlande) Okt. 1896 bis Okt. 1906 (= Das Gerritsen coll. von der Geschichte der Frauen); halbmonatliche Frauenzeitschrift, später von Thugatêr, aber ohne vd. Meij monatlich weitergeführt  (niederländisch)
- Henriette van der Meij: Gezondheids- en vacantiekoloniën in Nederland. De Erven J.J. Tijl, Zwolle (Niederlande) 1908 (= Centraal bureau voor sociale adviezen, 8) (niederländisch)